# Tapirira pilosa
Tapirira pilosa är en sumakväxtart som beskrevs av Thomas Archibald Sprague. Tapirira pilosa ingår i släktet Tapirira och familjen sumakväxter. Inga underarter finns listade i Catalogue of Life.